# إدوارد جي. كونولي
إدوارد جي. كونولي (بالإنجليزية: Edward G. Connolly)‏ هو سياسي أمريكي، ولد في 22 أغسطس 1928، وتوفي في 25 مايو 2006. حزبياً، نشط في الحزب الديمقراطي. وقد انتخب عضو مجلس نواب ماساتشوستس.